# Tonbridge
Tonbridge este un oraș în comitatul Kent, regiunea South East, Anglia. Orașul se află în districtul Tonbridge and Malling. 
1. ↑   http://www.fallingrain.com/world/UK/G5/Tonbridge.html Lipsește sau este vid: |title= (ajutor)